# 헨리 그린

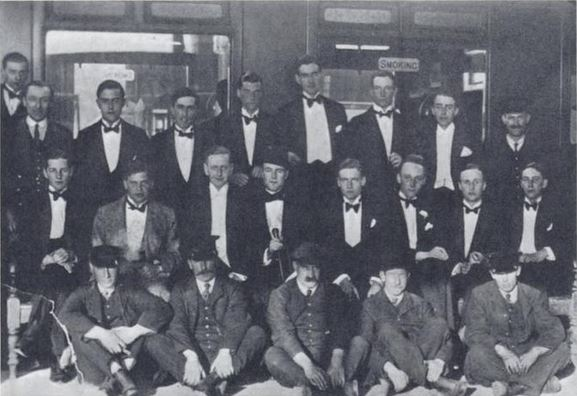
맨 왼쪽 맨 뒤의 인물이 헨리 요크이다.

헨리 그린(Henry Green)은 헨리 빈센트 요크(Henry Vincent Yorke, 1905년 10월 29일 ~ 1973년 12월 13일)의 필명으로, 영국의 저자이다. 1926년부터 1952년 사이 총 9개의 소설을 출판했다.
튜크스베리 주변에서 태어났다.